# Haustür Marktplatz 12 (Kraiburg am Inn)

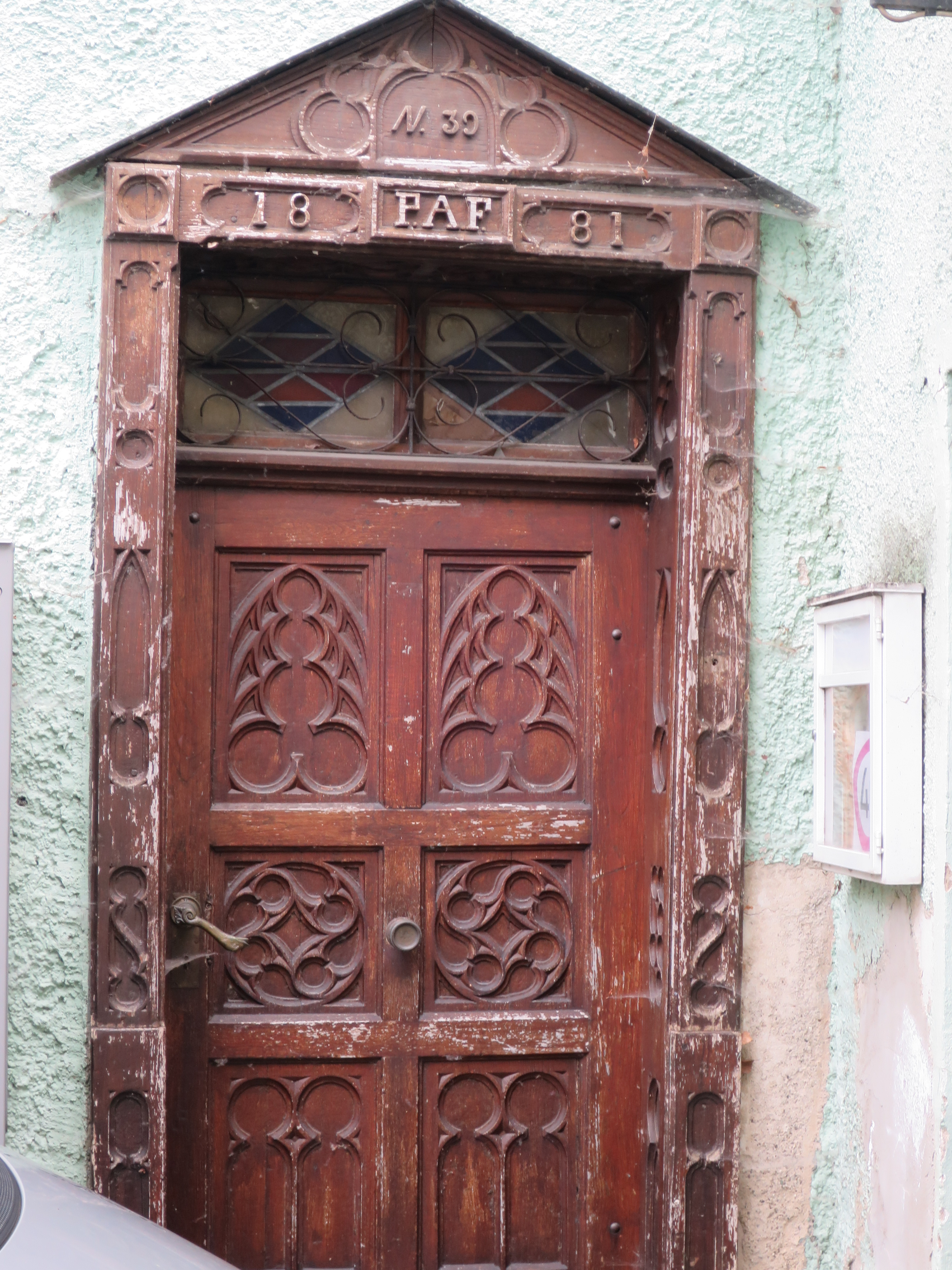
Haustür in Kraiburg am Inn

Die Haustür am Wohnhaus Marktplatz 12 in Kraiburg am Inn, einer Marktgemeinde im oberbayerischen Landkreis Mühldorf am Inn, wurde 1881 geschaffen. Die Haustür ist ein geschütztes Baudenkmal.
Die geschnitzte Haustür mit vergittertem Oberlicht und Bleiglasscheiben wird von einem Dreiecksgiebel bekrönt, in dem die alte Hausnummer 39 in einem Maßwerk steht. Die Holztür mit zwei Flügeln besitzt sechs Türfüllungen mit ornamentalen Schnitzereien.
Auf dem Türsturz sind die Initialen P. A. F. und die Jahreszahl 1881 eingeschnitzt. Der Türgriff ähnelt einem Tierfuß.